# Bartramia webbii
Bartramia webbii là một loài rêu trong họ Bartramiaceae. Loài này được Mont. Müll. Hal. mô tả khoa học đầu tiên năm 1849.